# FAS Kragujevac

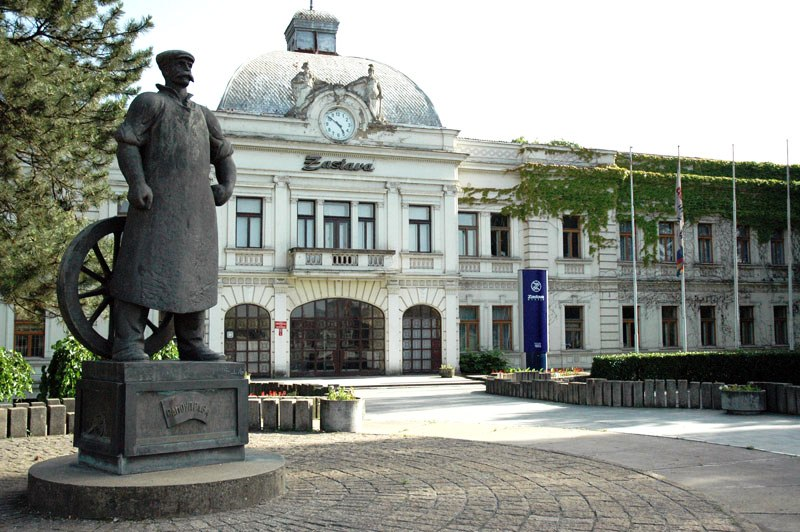
Fiat Kragujevac.

FAS Kragujevac es una fábrica de automóviles propiedad de la joint venture Fiat Automobili Srbija. Se encuentra situada en Kragujevac, capital del distrito de Šumadija, Serbia. La fábrica fue anteriormente propiedad de Zastava Automobili, el buque insignia de la industria automovilística de la extinta República Federal Socialista de Yugoslavia. Tras su adquisición en 2008 por el grupo Fiat y la inversión de más de mil millones de euros para su reforma, la planta de Kragujevac se convirtió en una de las más modernas de Europa y la mayor en el sudeste europeo.

## Descripción

### La fábrica actual
El complejo cuenta con 51 edificios y su área es de 1.400.000 metros cuadrados, de los cuales 350.000 están cubiertos. Su plantilla está formada por 2.400 empleados directos y genera 10.000 empleos indirectos de los cuales 1.000 se encuentran en el parque de proveedores. Su capacidad de producción instalada es de 200.000 unidades al año, siendo posible su ampliación hasta las 300.000 unidades anuales. Tiene capacidad para fabricar diferentes modelos en diferentes plataformas. El 99% de la producción se exporta, en gran a Europa y América, primero por ferrocarril a Montenegro y desde allí en barcos de la naviéra Grimaldi a través del puerto de Bar, Montenegro. El coste total de la reforma de la planta ascendió a más de mil millones de euros de los cuales 600 correspondían al valor de los equipos instalados, utilizándose la última tecnología disponible y convirtiéndose en una de las factorías más modernas de Europa. Para la capacitación de los empleados de la fábrica se invirtieron cinco millones de euros y más de un millón de horas de formación.

### El nuevo parque de proveedores
Para albergar a los proveedores se creó una zona industrial al norte de la ciudad.

## Historia

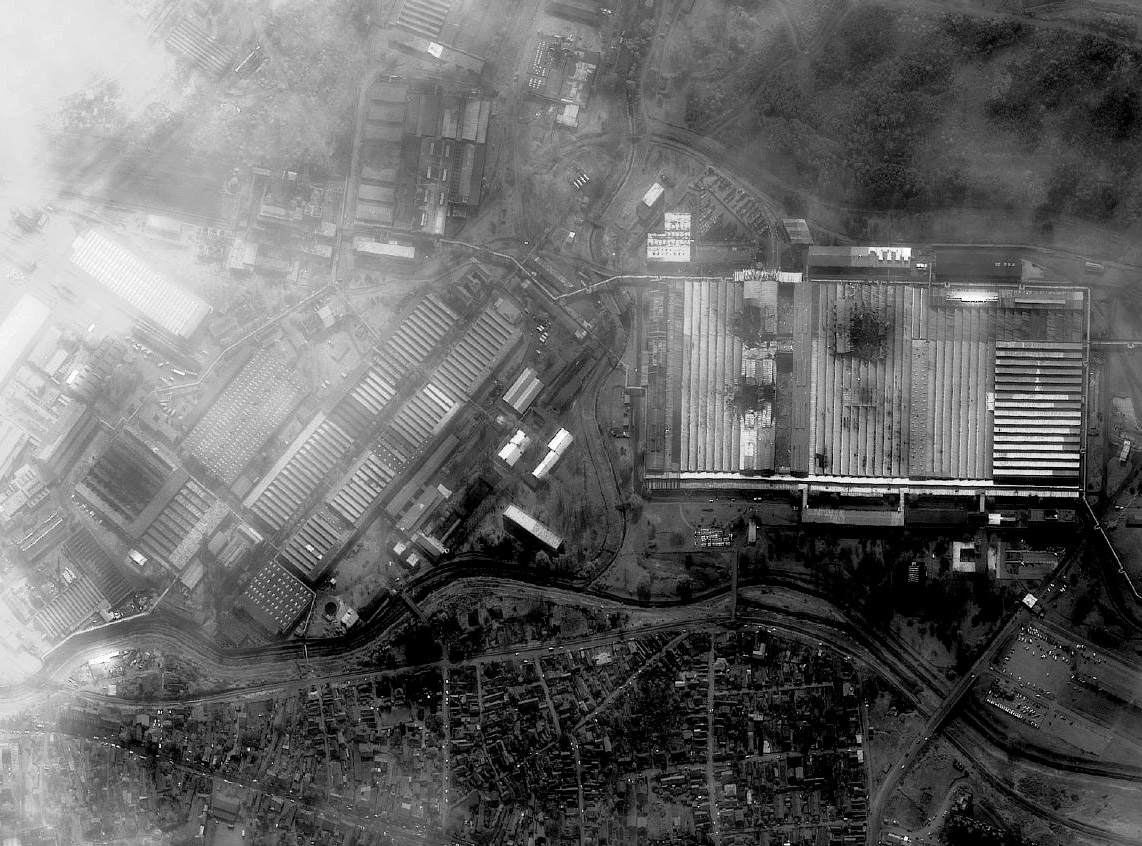
Bombardeos de la planta de Kragujevac durante la Operación Fuerza Aliada, en 1999.

### Inicios
En la década de 1930 Zastava comenzó la producción de vehículos en la planta, suministrando camiones diseñados por Ford para el ejército yugoslavo. La producción continuó hasta 1941, cuando la Segunda Guerra Mundial llegó a Yugoslavia. Después de la guerra Zastava fue autorizada a producir bajo licencia de Jeep Willys-Overland hasta que la producción se detuvo en la década de 1950.

### Automóviles
La fábrica, que permanecía perteneciendo a Zastava, comienza en agosto de 1954 la producción de automóviles en colaboración con Fiat. Primero fabricando modelos marca Zastava bajo licencia Fiat. Posteriormente con modelos propios de Zastava desarrollados con ayuda técnica de Fiat, entre los que destacan los modelos Yugo de las década de los años 70 y 80. Esta colaboración entre ambas empresas se mantuvo en el tiempo hasta 2008.

### Bombardeos
Las sanciones económicas durante la era Milosevic condujeron a la planta a un gran retroceso. Además durante las guerras yugoslavas la factoría fue objetivo de los bombardeos de la OTAN de 1999 por lo que sufrió importantes daños.

### Adquisición
Tras los bombardeos la capacidad productiva se reduce significativamente y la planta queda obsoleta. Desde 2005 en la planta se fabrica una versión del Fiat Punto para los Balcanes denominada Zastava 10, último modelo licenciado a Zastava por el Grupo Fiat. Inicialmente su producción estimada era de 16.000 unidades anuales.
Debido a la escasa productividad de la planta y para garantizar su supervivencia, el Gobierno de Serbia firma en 2008 un acuerdo con el Fiat Group Automobiles para gestionar conjuntamente la fábrica. A cambio de importantes inversiones, los activos de la planta de Zastava en Kragujevac pasan a formar parte de Fiat Automobili Srbija, joint venture conjunta en la que el Gobierno de Serbia mantiene un porcentaje minoritario de la propiedad.
El primer año de gestión del grupo italiano, la producción anual se dobla de 11.000 unidades en 2008 a 20.000 en 2009.
Durante la presentación del Fiat 500L se anunció que la inversión realizada fue de 1.000 millones de € durante los tres años en los cuales se realizaron labores de reforma y de equipamiento. En dicho período se remodelaron los edificios, se instalaron nuevas líneas de ensamblaje y se adoptaron medidas para la protección de la naturaleza como la creación de un lago artificial y la plantación de mil árboles en el área de la planta. La planta se inauguró oficialmente el 16 de abril de 2012 en presencia del presidente serbio, Mirko Cvetkovic, y Sergio Marchionne, administrador delegado de Fiat S.p.A.
La planta fabricó su último automóvil bajo propiedad estatal el 21 de noviembre de 2008. Las obsoletas líneas de montaje fueron vendidas a empresas rusas y del continente africano. El 16 de abril de 2012 se inauguró oficialmente la nueva fábrica.
Tras las reformas realizadas la planta es completamente diferente a la que fabricaba los Yugo.
En octubre de 2012 se anunció que a partir de 2013 se volvería a producir en la planta la segunda generación del Fiat Punto. El modelo ya se había fabricado en Kragujevac, comercializándose con la denominación Zastava 10 desde 2006 a 2008 y como Fiat Punto desde 2008 hasta marzo de 2011, momento en que su producción cesó.

## Producción
La planta de Kragujevac ha fabricado los siguientes vehículos:
- 1953 - Fiat Campagnola
- 1954 - Fiat 1400
- 1955 - Fiat 1100
- 1955 - Zastava 750 "Fićo"
- 1957 - Fiat 615
- 1962 - Fiat 1300/1500
- 1969 - Fiat-OM 40
- 1976 - Zastava 101
- 1980 - Zastava Skala
- 1980 - Yugo 45
- 1980 - Fiat 850
- 1988 - Zastava Florida
- 1991 - Fiat Daily
- 2006 - Zastava Z10 (De 2008 a 2011 como Fiat Punto)
- 2012 - Fiat 500L[23][24]
- 2013 - Fiat 500L Living